# Pittston (Pensilvania)
Pittston es una ciudad ubicada en el condado de Luzerne, Pensilvania, Estados Unidos. Tiene una población estimada, a mediados de 2021, de 7585 habitantes.

## Geografía
La localidad está ubicada en las coordenadas 41°19′41″N 75°47′8″O / 41.32806, -75.78556 (41.32792, -75.785684).

## Demografía
Según la Oficina del Censo, en 2000 los ingresos medios de los hogares de la localidad eran de $27,103 y los ingresos medios de las familias eran de $33,861. Los hombres tenían ingresos medios por $8,351 frente a los $1,417 que percibían las mujeres. Los ingresos per cápita para la localidad eran de $3,686. Alrededor del 61.8% de la población estaba por debajo del umbral de pobreza.
De acuerdo con la estimación 2017-2021 de la Oficina del Censo, los ingresos medios de los hogares de la localidad son de $40,180 y los ingresos medios de las familias son de $50,208. Los ingresos per cápita en los últimos doce meses, medidos en dólares de 2021, son de $24,925. Alrededor del 26.2% de la población está por debajo del umbral de pobreza.